# Saint-Martin-des-Monts
Saint-Martin-des-Monts es una comuna francesa situada en el departamento de Sarthe, en la región de Países del Loira.

## Demografía
| 181 | 164 | 118 | 159 | 151 | 153 | 175 |
| Para los censos de 1962 a 1999 la población legal corresponde a la población sin duplicidades (Fuente: INSEE [Consultar]) |     |     |     |     |     |     |